# Blahovishchenske
Blahovishchenske (em ucraniano:  Благовіщенське) é uma cidade da Ucrânia, situada no Oblast de Kirovogrado. Tem 7,05 km² de área e sua população em 2020 foi estimada em 6.002 habitantes.